# 북한의 대마
북한에서 대마초의 법적 지위는 외부에서 구할 수 있는 출처가 부족하기 때문에 불분명하다. THC가 낮은 산업용 대마(헴프)는 합법이며 북한에서 소비재 생산에 널리 사용되고 있다. 북한에 대한 신뢰할 수 있는 정보가 부족하기 때문에 일부 언론 매체에서는 마리화나가 합법적이거나 널리 사용되고 있다는 루머가 퍼지고 있다.조선민주주의인민공화국 마약류 관리에 관한 법률(2005)에 따르면 대마초와 대마 수지는 부록1 마약류에, THC의 거울상이성질체 및 입체 이성질체는 부록2 마약 효과가 있는 향정신성 물질에 등재되어 있다.

## 역사

### 초기 역사
대마초는 고대 한국에서 중요한 작물이었으며, 기원전 3,000년 전으로 거슬러 올라가는 대마 직물 샘플이 발견되기도 했다. 전통 삼베 천은 헴프로 만들어진다.

### 현대 계정
2010년 미국의 대북 비정부기구인 '북한을 위한 열린 라디오'는 함경북도에 필로폰 단속이 발표되었다는 소식통을 인용해 단속이 아편과 마리화나는 '마약'으로 간주하지 않고 메스암페타민에 초점을 맞추고 있다고 밝혔다. 2013년, NK 뉴스와 레딧의 소식통을 인용한 바이스 뉴스는 북한에서 대마초가 널리 사용되고 용인되고 있으며, 하층민들이 담배의 저렴한 대체품으로, 그리고 하루 노동 후 휴식을 위해 잎담배(잎담배, ‘잎담배’)로 피운다고 보도한 바 있다. 매스루츠의 렉시 드 코닝에 따르면, 북한 주민들이 직접 마리화나를 재배하거나 북한 전역에서 자생하는 마리화나 식물을 수확하는 것은 꽤 흔한 일이라고 한다.
그러나 2014년 가디언지에 기고한 기자 키건 해밀턴의 글에서 이를 루머라고 반박했다. 그는 평양 프로젝트의 매튜 레이첼의 말을 인용해 입담배는 실제로 허브와 담배가 혼합된 것으로, 표면적으로는 대마초와 비슷하지만 전혀 관련이 없다고 지적했다. 대마초는 산업적으로 재배되고 있지만 저-THC 대마 형태로 재배되고 있으며, 일부 사람들이 개인적으로 향정신성 대마초를 재배할 수는 있지만 여전히 불법이지만 엄중한 처벌을 받지는 않을 것으로 보인다. 2017년 북한 주재 스웨덴 대사는 "북한에서 마리화나를 포함한 마약이 불법이라는 것은 의심할 여지가 없다. 합법적으로 구입할 수 없으며 흡연하는 것은 범죄 행위이므로 관용을 기대할 수 없다"고 말했다.

## 같이 보기
- 대마의 합법성
- 북한의 흡연